# Champagné-les-Marais
Champagné-les-Marais ist eine französische Gemeinde mit 1.816 Einwohnern (Stand: 1. Januar 2022) im Département Vendée in der Région Pays de la Loire. Champagné-les-Marais gehört zum Arrondissement Fontenay-le-Comte und zum Kanton Luçon (bis 2015: Kanton Chaillé-les-Marais). Die Einwohner werden Champagnelais genannt.

## Lage
Champagné-les-Marais liegt etwa 24 Kilometer nördlich von La Rochelle an der Bucht von Aiguillon, einem Teil der Atlantikküste. Das Gemeindegebiet gehört zum Regionalen Naturpark Marais Poitevin. Umgeben wird Champagné-les-Marais von den Nachbargemeinden Luçon im Norden und Nordwesten, Moreilles im Norden und Nordosten, Puyravault im Osten sowie Triaize im Westen.

## Bevölkerungsentwicklung
| 1846                      | 1901 | 1921 | 1962 | 1968 | 1975 | 1982 | 1990 | 1999 | 2006 | 2012 |
| 1735                      | 1451 | 1302 | 1180 | 1146 | 1020 | 1188 | 1257 | 1327 | 1553 | 1754 |
| Quelle: Cassini und INSEE |      |      |      |      |      |      |      |      |      |      |

(seit 1962 ohne Zweitwohnsitze)

## Sehenswürdigkeiten

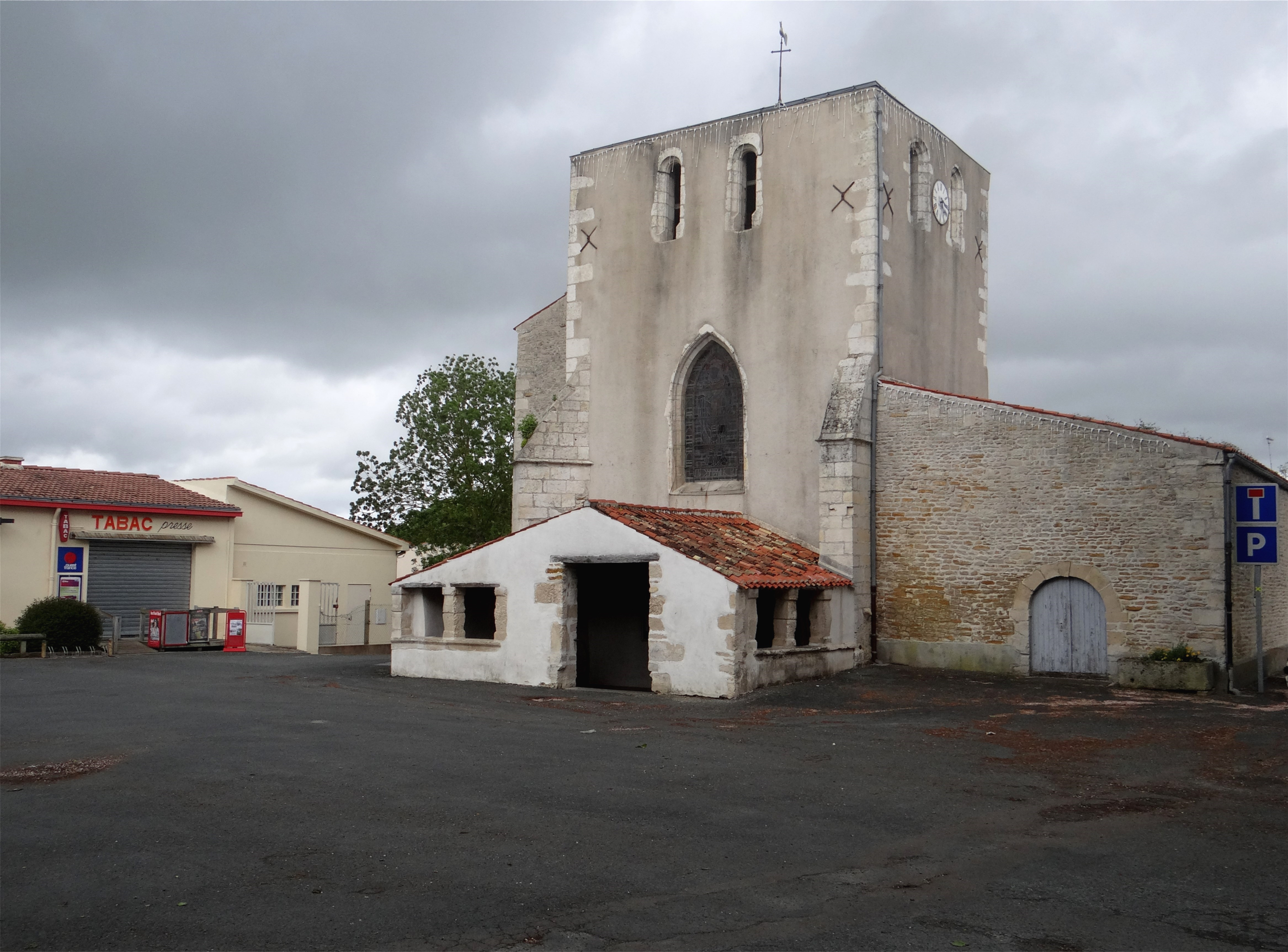
Kirche Saint-Hilaire

- Kirche Saint-Hilaire